# Státní rada Republiky Slovinsko
Státní rada Republiky Slovinsko (nebo též Národní rada; slovinsky: Državni svet Republike Slovenije, zkráceně DS RS) je z hlediska právní teorie horní komorou slovinského parlamentu, z hlediska faktického je však jediným skutečným slovinským parlamentem Státní shromáždění. Rada má čtyřicet členů volených na pět let. Volba probíhá odděleně pro každou skupinu.

## Zákonné zakotvení
Fungování Státní rady upravuje v první řadě Ústava RS v článcích 96 až 101. Státní rada se skládá ze čtyř zástupců zaměstnavatelů, čtyř zástupců zaměstnanců, čtyř zástupců rolnictva, řemesel a svobodných povolání, šesti zástupců mimohospodářských činností a dvaceti dvou zástupců lokálních zájmů. Z hlediska politologie je státní rada subjektem reprezentujícím korporativní a regionální zájmy. Ústava předpokládá existenci zvláštních zákonů k úpravě voleb do Státní rady.
Rada jako celek může Státnímu shromáždění předkládat návrhy zákonů, předkládat Shromáždění svá stanoviska ke všem záležitostem okruhu činnosti Rady, požádat, aby Státní shromáždění před vyhlášením zákona o něm ještě jednou rozhodovalo, vyžádat vypsání zákonodárného referenda nebo požadovat vyšetření záležitostí veřejného významu vyšetřovacím výborem Státního shromáždění s působností orgánu právní ochrany. Rada má ve vztahu ke Státnímu shromáždění právo suspenzivního veta, které však musí vyjádřit do sedmi dnů od schválení návrhu Státním shromážděním – den, kdy návrh došel Radě, se nezohledňuje.
Dalšími významnými předpisy, kromě Ústavy, jsou zákon o Státní radě a jednací řád Státní rady.

## Radové
Člen Státní rady (rada) nemůže být při výkonu této své čestné funkce zároveň zejména členem Státního shromáždění, soudcem Ústavního soudu, guvernérem národní banky, členem vlády nebo prezidentem. V případě radů je žádoucí, aby si při výkonu své neplacené funkce, při níž zastupují jednotlivé skupiny společnosti, ponechali svá zaměstnání. Radové požívají stejnou imunitu jako poslanci Shromáždění. Rada nemůže být bez souhlasu Rady zadržen, ani podroben trestnímu řízení, pokud se odvolá na imunitu, přičemž tuto imunitu může Rada poskytnou i takovému radovi, který se na ni sám neodvolal.
Státní rada má své stálé a ad hoc komise. V Radě existují kluby, které však – na rozdíl od Státního shromáždění – nejsou konstruovány na politickém základě, ale podle oblastí, za které byli radové zvoleni – Státní rada tak má pět klubů (představitelů zaměstnanců, zaměstnavatelů, zemědělců, živnostníků a samostatných povolání, nehospodářských činností a lokálních zájmů). Rada je usnášeníschopná, je-li přítomno minimálně dvacet radů, má ale také možnost korespondenční schůze, kdy předseda telefonicky nebo jinou cestou zjistí názor radů na řešenou problematiku.

## Volby do Státní rady
Volby do Státní rady jsou nepřímé a nejsou rovné. Členové Státní rady jsou voleni sbory volitelů, které volí zastupitelé místní samosprávy a zástupci profesních zájmů. Seznamy volitelů se předkládají volební komisi. Zástupce profesních organizací mohou volit i cizinci, kteří vykonávají hospodářskou aktivitu ve volebním obvodě. Volby vyhlašuje předseda Státního shromáždění. Pokud v průběhu volebního období dojde k uvolnění mandátu, konají se doplňovací volby. Pokud ale dojde k uvolnění mandátu v posledních šesti měsících volebního období, zůstane mandát neobsazený. Volby ve sborech volitelů jsou tajné a ve všech sborech musejí proběhnout v jednom týdnu. Voleb se musí zúčastnit většina volitelů, pokud se tak nestane, koná se do týdne nové shromáždění, kde již počet volitelů nehraje roli. Na průběh voleb dohlíží pětičlenný volební výbor zvolený z řad volitelů. Každý volitel může vybrat tolik jmen, kolik kandidátů může jeho organizace zvolit. Zvítězí ten kandidát, který má největší počet hlasů, v případě shody rozhoduje los.

## Předsednictvo
Předsednictvo Státní rady tvoří předseda a místopředsedové, jež jsou voleni na polovinu volebního mandátu Rady. Funkcionáři mohou být zvoleni opětovně.

### Předsedové
Seznam předsedů Státní rady od jejího vzniku do současnosti.
| # | jméno a příjmení | počátek výkonu funkce | konec výkonu funkce |
| - | ---------------- | --------------------- | ------------------- |
| 1 | Ivan Kristan     | 23. prosinec 1992     | 17. prosinec 1997   |
| 2 | Tone Hrovat      | 17. prosinec 1997     | 17. prosinec 2002   |
| 3 | Janez Sušnik     | 17. prosinec 2002     | 12. prosinec 2007   |
| 4 | Blaž Kavčič      | 12. prosinec 2007     | 12. prosinec 2012   |
| 5 | Mitja Bervar     | 12. prosinec 2012     | 12. prosinec 2017   |
| 6 | Alojz Kovšca     | 12. prosinec 2017     | 19. prosinec 2022   |
| 7 | Marko Lotrič     | 19. prosinec 2022     | doposud             |